# Cloppenburg

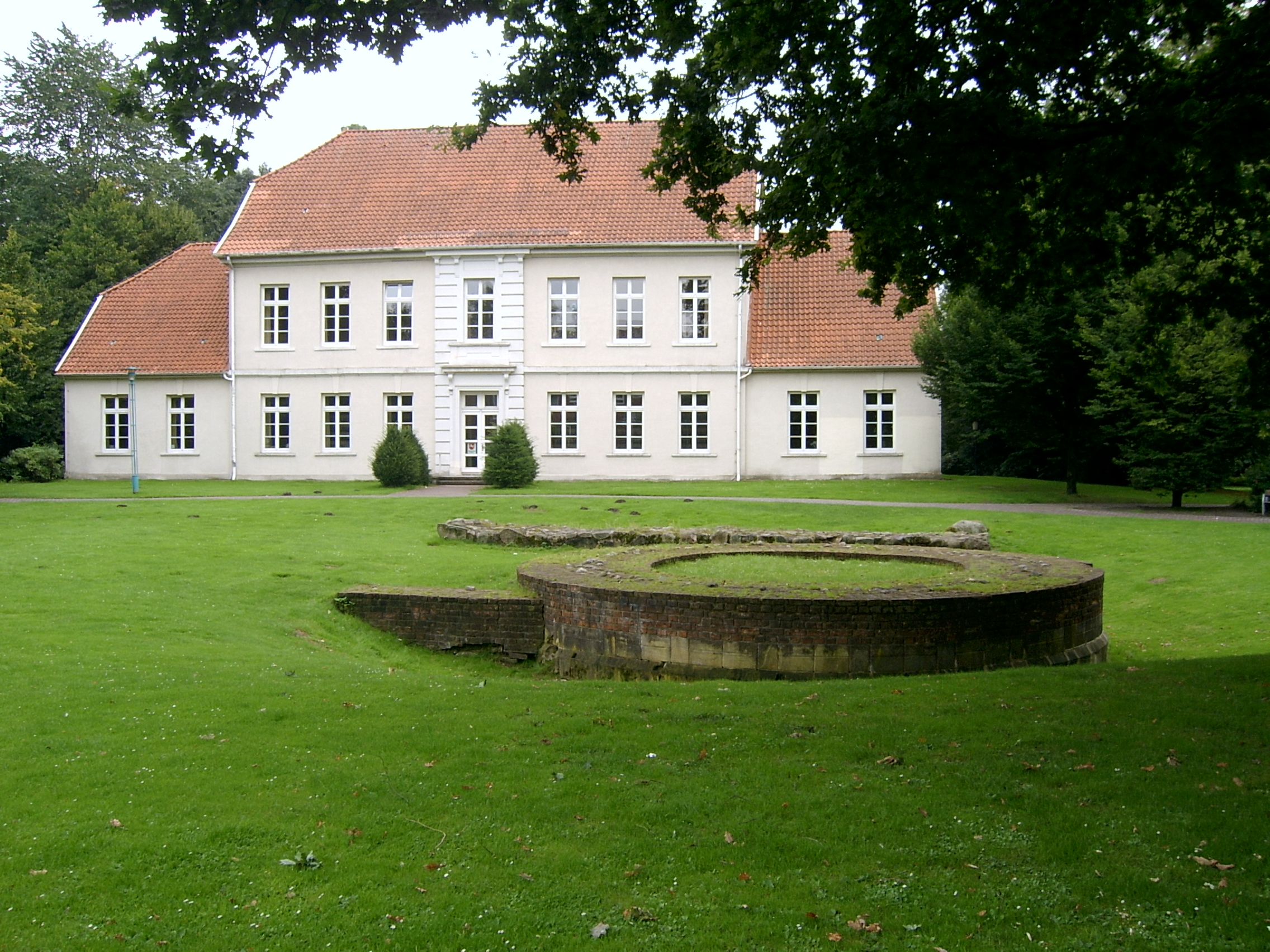
Schloss Cloppenburg

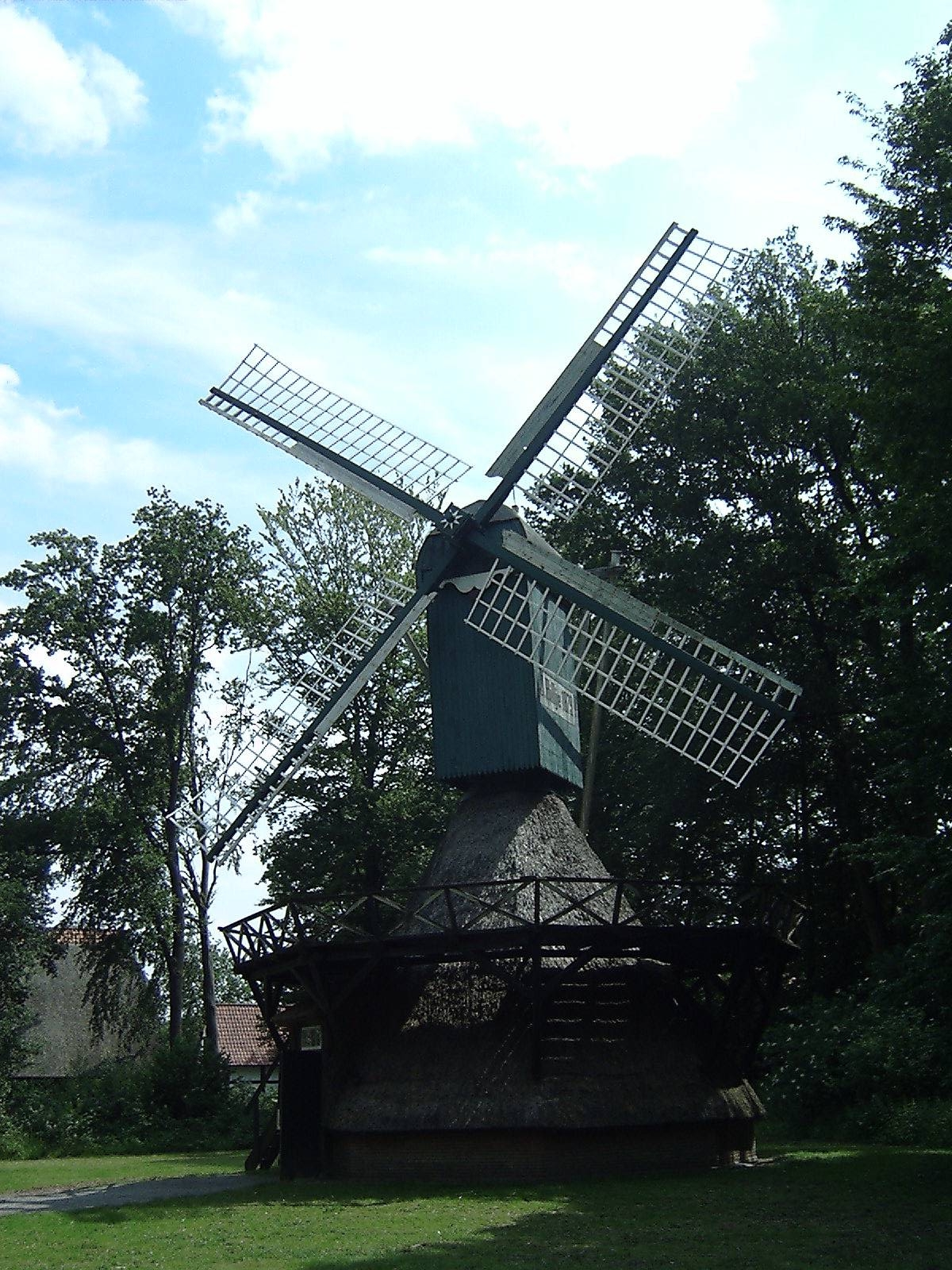
Bảo tàng Cloppenburg

Cloppenburg là một thị xã trong bang Niedersachsen, Đức, huyện lỵ của huyện Cloppenburg. Thị xã có cự ly khoảng 38 km về phía nam tây nam Oldenburg trong vùng Weser-Ems giữa Bremen và biên giới với Hà Lan.

## Dân địa phương nổi tiếng
- Werner Baumbach (1916-1953)
- Lena Gercke (sinh 1988)
- Manfred Zapatka (sinh 1942), Diễn viên